# Файчук Веніамін Вікторович
Веніамі́н Ві́кторович Файчук — капітан Державної прикордонної служби України.

## З життєпису
У липні 2014-го поранений в бою, в Таганрозі здійснено хірургічне попереднє видалення нирки, селезінки, частини підшлункової; зараження крові, роздроблена п'ята. Громадські активісти на подальше лікування збирають кошти.
Станом на березень 2018 року з дружиною Ольгою проживає у Луцьку.

## Нагороди
2 серпня 2014 року — за особисту мужність і героїзм, виявлені у захисті державного суверенітету та територіальної цілісності України, вірність військовій присязі під час російсько-української війни, відзначений — нагороджений орденом «За мужність» III ступеня.